# Bridger Gile
Bridger Gile (* 15. Oktober 1999) ist ein US-amerikanischer Skirennläufer.

## Biographie
Gile stammt aus Aspen, Colorado und startet für den örtlichen Skiverein. Sein internationales Renndebüt feierte er am 20. November 2015 bei einem FIS-Slalom in Vail, Colorado. In den darauffolgenden Jahren startete Gile hauptsächlich bei Rennen des Nor-Am Cups sowie bei FIS-Rennen in den USA und Kanada. 2019 nahm er erstmals an einem internationalen Großereignis teil. Bei den  Juniorenweltmeisterschaften in Val di Fassa erreichte er als bestes Ergebnis Rang 27 im Riesenslalom.
In der Saison 2019/20 feierte Gile den bis zu diesem Zeitpunkt größten Erfolg seiner Karriere. Er gewann die Gesamtwertung des Nor-Am Cups sowie die Disziplinenwertungen im Riesenslalom und in der Alpinen Kombination. 
Am 18. Oktober 2020 gab Gile beim Riesenslalom in Sölden sein Weltcupdebüt, wobei er jedoch die Qualifikation für den zweiten Durchgang verpasste. Zu Ende dieses Winters wurde er erstmals US-amerikanischer Meister im Riesenslalom.
In den nachfolgenden Jahren startete Gile vermehrt im Welt- und Europacup, ohne dabei jedoch größere Erfolge zu erzielen. Umso überraschender wurde Gile für die Alpine Skiweltmeisterschaften 2025 in Saalbach nominiert. Dort erreichte er im Riesenslalom den 19. Platz.

## Erfolge

### Weltmeisterschaften
- Saalbach 2025: 19. Riesenslalom

### Juniorenweltmeisterschaften
- Val di Fassa 2019: 27. Riesenslalom, 30. Alpine Kombination, 43. Abfahrt, DNF Super-G
- Narvik 2020: 28. Abfahrt, DNF Super-G

### Nor-Am Cup
- Saison 2019/20: 1. Gesamtwertung, 1. Riesenslalomwertung, 1. Kombinationswertung, 4. Slalomwertung, 5. Super-G-Wertung
- 9 Podestplätze, davon 3 Siege

| Datum             | Ort                | Land               | Disziplin          |
| ----------------- | ------------------ | ------------------ | ------------------ |
| 11. Februar 2020  | Whiteface Mountain | Vereinigte Staaten | Alpine Kombination |
| 13. Februar 2020  | Whiteface Mountain | Vereinigte Staaten | Riesenslalom       |
| 12. Dezember 2023 | Beaver Creek       | Vereinigte Staaten | Riesenslalom       |

### Europacup
- 3 Platzierungen unter den besten 10

### Australian New Zealand Cup
- Eine Platzierung unter den besten 10

### Weitere Erfolge
- US-amerikanischer Meister im Riesenslalom (2021)
- US-amerikanischer Vizemeister im Riesenslalom (2024)
- 2 Siege bei FIS-Rennen